# Ferberit
Ferberit ist ein eher selten vorkommendes Mineral aus der Mineralklasse der „Oxide und Hydroxide“ mit der chemischen Zusammensetzung FeWO4 und ist damit chemisch gesehen Eisenwolframat.
Ferberit kristallisiert im monoklinen Kristallsystem und entwickelt vorwiegend kurze, prismatische bis tafelige Kristalle, kommt aber auch in Form körniger bis massiger Aggregate vor. Die nahezu undurchsichtigen (opaken) Kristalle sind von schwarzer Farbe mit metallischem Glanz auf den Oberflächen. Auf der Strichtafel hinterlässt das Mineral einen braunschwarzen bis schwarzen Strich.
Ferberit ist eines der Endglieder der Wolframit-Mischreihe, dessen anderes Endglied Hübnerit bildet.

## Etymologie und Geschichte

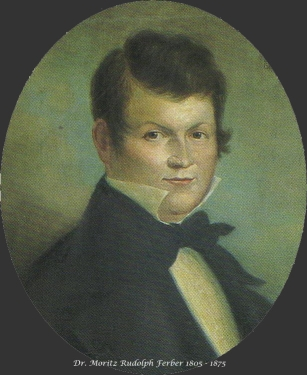
Moritz Rudolph Ferber

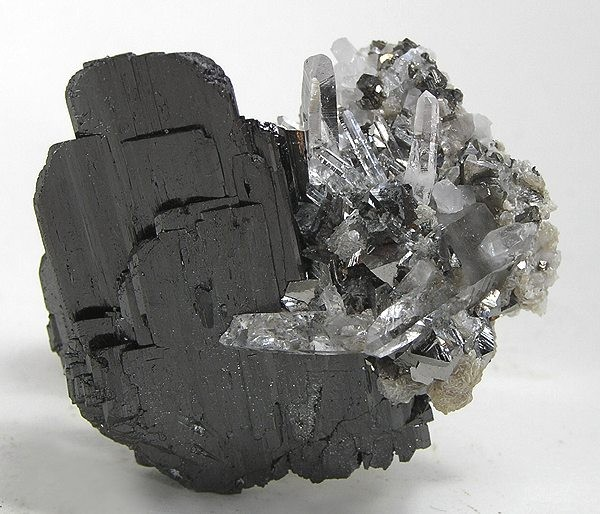
Tafeliger Ferberit mit aufgewachsenem Quarz aus der Grube Yaogangxian, Yizhang, Hunan, China (Größe: 4,9 cm × 4,4 cm × 2,9 cm)

Benannt wurde das Mineral nach Moritz Rudolph Ferber (1805–1875), einem deutschen Hobbymineralogen aus Gera. Erstmals gefunden und beschrieben wurde es 1863.

## Klassifikation
In der veralteten 8. Auflage der Mineralsystematik nach Strunz gehörte der Ferberit zur Mineralklasse der „Oxide und Hydroxide“ und dort zur Abteilung „MO2- und verwandte Verbindungen“, wo er gemeinsam mit Hübnerit, Sanmartinit und Wolframit sowie im Anhang mit Raspit in der „Wolframit-Reihe“ mit der Systemnummer IV/D.08 steht.
In der zuletzt 2018 überarbeiteten Lapis-Systematik nach Stefan Weiß, die formal auf der alten Systematik von Karl Hugo Strunz in der 8. Auflage basiert, erhielt das Mineral die System- und Mineralnummer IV/D.16-020. Dies entspricht der Klasse der „Oxide und Hydroxide“ und dort der Abteilung „Oxide mit dem Stoffmengenverhältnis Metall : Sauerstoff = 1 : 2 (MO2 und verwandte Verbindungen)“, wo Ferberit zusammen mit Heftetjernit, Huanzalait, Hübnerit, Rossovskyit, Sanmartinit und Wolframo-Ixiolith (D) die „Wolframitreihe“ mit der Systemnummer IV/D.16 bildet.
Die von der International Mineralogical Association (IMA) zuletzt 2009 aktualisierte 9. Auflage der Strunz’schen Mineralsystematik ordnet den Ferberit in die Klasse der „Oxide (Hydroxide, V[5,6]-Vanadate, Arsenite, Antimonite, Bismutite, Sulfite, Selenite, Tellurite, Iodate)“ und dort in die Abteilung „Metall : Sauerstoff = 1 : 2 und vergleichbare“ ein. Hier ist das Mineral in der Unterabteilung „Mit mittelgroßen Kationen; Ketten kantenverknüpfter Oktaeder“ zu finden, wo es zusammen mit Heftetjernit, Hübnerit, Krasnoselskit, Magnesiowolframit und Sanmartinit die „Wolframit-Gruppe“ mit der Systemnummer 4.DB.30 bildet.
In der vorwiegend im englischen Sprachraum gebräuchlichen Systematik der Minerale nach Dana hat Ferberit die System- und Mineralnummer 48.01.01.02. Das entspricht der Klasse der „Phosphate, Arsenate und Vanadate“ und dort der Abteilung „Molybdate und Wolframate“. Hier findet er sich innerhalb der Unterabteilung „Wasserfreie Molybdate und Wolframate mit A XO4“ in der Gruppe „Wolframit-Reihe“, in der auch Wolframit, Hübnerit, Sanmartinit und Heftetjernit eingeordnet sind.

## Kristallstruktur
Ferberit kristallisiert monoklin in der Raumgruppe P2/c (Raumgruppen-Nr. 13) mit den Gitterparametern a = 4,72 Å, b = 5,70 Å und c = 4,96 Å; β = 90° sowie zwei Formeleinheiten pro Elementarzelle.

## Bildung und Fundorte

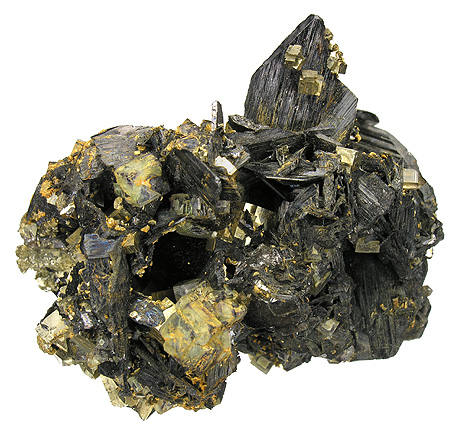
Ferberit-Kristallgruppe mit aufgewachsenen Pyritkristallen aus der westlichen Lagerstätte Kara-Oba, Hungersteppe (Betpak-Dala), Gebiet Qaraghandy, Kasachstan (Größe: 4,8 cm × 4,7 cm × 3,5 cm)

Ferberit bildet sich entweder durch hydrothermale Vorgänge in Greisen oder in Skarnen oder in magmatischen Gesteinen wie Pegmatiten oder Graniten. Begleitminerale sind Kassiterit, Quarz, Scheelit und verschiedene Sulfide.
Fundorte sind unter anderem Tamanrasset in Algerien; New South Wales, Queensland, South Australia, Tasmanien und Victoria in Australien; verschiedene Provinzen in Bolivien, Brasilien, der Volksrepublik China; Baden-Württemberg, Niedersachsen, Sachsen und Sachsen-Anhalt in Deutschland; New Brunswick, Nova Scotia und Yukon in Kanada; Maniema in der Demokratischen Republik Kongo; Kärnten und Salzburg in Österreich; Böhmen und Mähren in Tschechien; sowie Arizona, Arkansas, Colorado, Connecticut, Kalifornien und andere Staaten in den USA.

## Verwendung
Ferberit ist ein wichtiges Erz zur Gewinnung von Wolfram.